# Машека
Машека (бел. Машэка) — герой белорусского народного творчества, благородный разбойник, защитник бедных и угнетённых. По старинной легенде, около могилы Машеки был основан город Могилёв.

## Легенда о Машеке
Некогда на месте Могилёва в лесу был лагерь разбойника Машеки, который защищал бедных и угнетённых людей, борясь с несправедливостью. Машека был человеком необыкновенной силы и даже вырывал с корнями деревья. Раньше он был мирным крестьянином, но когда некий пан украл у него невесту, Машека разозлился и пошёл войной на пана. Богатырь Машека погиб от руки своей невесты, которая стала женой пана. Похоронен был Машека на высоком берегу Реки Дубровенка на территории Змеёвского городища, а над его могилой был насыпан курган. Это место получило название «Могила Льва», а на нём возник город Могилёв.
Расположенная на территории города гора стала называться Мышаковской или «Мышаковкой». Это искажённое название.
Известно, что Могилев возник на трех холмах. Один из них назывался «гора Машекувка или Машйковка». В XVIII веке за горой закрепилось название «Мышаковка», что дало основание некоторым краеведам — в частности Филиповичу — утверждать, что она не имеет никакого отношения к легендарному Машеке. Однако в то время на горе уже было православное кладбище с прежним названием «Машековское». Когда генерал-губернатор Могилева Пассек для своего внебрачного сына на границе с Чечерским майоратом Чернышева, создал слободу из 10 запорожских казаков и полковника, то назвал её Слобода Пассека. Которую сам называл Мишаковка. Казаки назвали речку «Сеча», в память о разогнанной Запорожской сечи. Рядом со Слободой возникла деревня Хватовка - по названию поселившихся казаков. Пассек взял в охрану сыну лучших казаков, пластунов, которые захватывали в плен языков, и ловили пули руками. Сейчас это хутор, а наследники графа Пассека носят фамилию Мишаковы.

## Машека в культуре
- Фольклорный сюжет о Машеке использовал Янка Купала в поэме «Могила льва».
- К образу Машеки обращались Евстигней Мирович, Виталий Вольский (пьесы «Машека»), Владимир Короткевич (баллада «Машека»).
- По поэме Янки Купалы и пьесе Мировича Григорий Пукст написал оперу «Машека».
- Ведутся съёмки фильма «Легенда о Машеке» Олега Жюгжды[4].

### В кино
- Могила льва (1971; СССР) режиссёр Валерий Рубинчик, в роли Машеки Олег Видов.